# Вера Сукова
Вера Сукова (Věra Suková; 13 червня 1931 — 13 травня 1982) — колишня чехословацька тенісистка.
Найвищу одиночну позицію світового рейтингу — 5 місце за (Ленсом Тінґеєм) досягла 1962 року.
Перемагала на турнірах Великого шолома в змішаному парному розряді.

## Фінали турнірів Великого шолома

### Одиночний розряд: 1 (1 поразка)
| Результат | Рік  | Турнір               | Покриття | Суперниця           | Рахунок  |
| --------- | ---- | -------------------- | -------- | ------------------- | -------- |
| Поразка   | 1962 | Вімблдонський турнір | Трава    | Карен Гантце Сусман | 4–6, 4–6 |

### Мікст: 2 (1–1)
| Результат | Рік  | Турнір            | Покриття | Партнерка      | Суперниці              | Рахунок       |
| --------- | ---- | ----------------- | -------- | -------------- | ---------------------- | ------------- |
| Перемога  | 1957 | Чемпіонат Франції | Ґрунт    | Їржі Яворський | Едда Будінг Луїс Аяла  | 6–3, 6–4      |
| Поразка   | 1961 | Чемпіонат Франції | Ґрунт    | Їржі Яворський | Дарлін Гард Род Лейвер | 0–6, 6–2, 3–6 |

## Часова шкала виступів на турнірах Великого шолому
| W | Ф | ПФ | ЧФ | #Р | КТ | К# | DNQ | A | NH |

| Турнір                                 | 1956  | 1957  | 1958  | 1959  | 1960  | 1961  | 1962  | 1963  | 1964  | Career SR |
| -------------------------------------- | ----- | ----- | ----- | ----- | ----- | ----- | ----- | ----- | ----- | --------- |
| Відкритий чемпіонат Австралії з тенісу |       |       |       |       |       |       |       |       |       | 0 / 0     |
| Відкритий чемпіонат Франції з тенісу   | 2р    | ПФ    | 2р    | ЧФ    | ЧФ    | 2р    | 3р    | ПФ    | ЧФ    | 0 / 9     |
| Вімблдонський турнір                   | 2р    | 3р    |       | 3р    | 2р    | ЧФ    | Ф     | 3р    | 2р    | 0 / 8     |
| Відкритий чемпіонат США з тенісу       |       |       |       |       |       |       | ЧФ    | 2р    |       | 0 / 2     |
| SR                                     | 0 / 2 | 0 / 2 | 0 / 1 | 0 / 2 | 0 / 2 | 0 / 2 | 0 / 3 | 0 / 3 | 0 / 2 | 0 / 19    |